# 第78回ゴールデングローブ賞
第78回ゴールデングローブ賞（だい78かいゴールデングローブしょう）は2020年の映画とテレビ番組を対象としており、ノミネーションは2021年2月3日に発表され、授賞式は2021年2月28日にカリフォルニア州ビバリーヒルズのビバリー・ヒルトンとニューヨーク州マンハッタンのレインボー・ルームで行われ、NBCで放送される予定。授賞式はディック・クラーク・プロダクションズがハリウッド外国人映画記者協会と共同でプロデュースする。司会はティナ・フェイとエイミー・ポーラーが務める。

## 授賞式
2020年1月、ティナ・フェイとエイミー・ポーラーが、通算4度目となる授賞式の司会者を務めることが発表された。2020年6月、新型コロナウイルスの感染拡大による映画館への影響と映画・テレビ作品の制作遅延を考慮し、2021年に行われる授賞式を、通常の1月上旬から2月28日に延期することを発表した。2021年2月、新型コロナウイルス感染防止のため、授賞式がカリフォルニア州ビバリーヒルズのビバリー・ヒルトンとニューヨーク州マンハッタンのレインボー・ルームの2か所で行われることが分かった。フェイがレインボー・ルーム、ポーラーがビバリー・ヒルトンでそれぞれ司会を行う予定。

## 受賞とノミネート

### 映画
| 映画作品賞 | 映画作品賞 |
| ドラマ部門 | ミュージカル・コメディ部門 |
| --- | --- |
| - 『ノマドランド』 - 『ファーザー』 - 『Mank/マンク』 - 『プロミシング・ヤング・ウーマン』 - 『シカゴ7裁判』 | - 『続・ボラット 栄光ナル国家だったカザフスタンのためのアメリカ貢ぎ物計画』 - 『ハミルトン』 - 『ライフ・ウィズ・ミュージック』 - 『パーム・スプリングス』 - 『ザ・プロム』 |
| 映画演技賞（ドラマ部門） | |
| 主演男優賞 | 主演女優賞 |
| - チャドウィック・ボーズマン - 『マ・レイニーのブラックボトム』 - リズ・アーメッド - 『サウンド・オブ・メタル -聞こえるということ-』 - アンソニー・ホプキンス - 『ファーザー』 - ゲイリー・オールドマン - 『Mank/マンク』 - タハール・ラヒム - 『モーリタニアン 黒塗りの記録』                                     | - アンドラ・デイ - 『ザ・ユナイテッド・ステイツ vs. ビリー・ホリデイ』 - ヴィオラ・デイヴィス - 『マ・レイニーのブラックボトム』 - ヴァネッサ・カービー – 『私というパズル』 - フランシス・マクドーマンド – 『ノマドランド』 - キャリー・マリガン – 『プロミシング・ヤング・ウーマン』                                       |
| 映画演技賞（ミュージカル・コメディ部門） | |
| 主演男優賞 | 主演女優賞 |
| - サシャ・バロン・コーエン - 『続・ボラット 栄光ナル国家だったカザフスタンのためのアメリカ貢ぎ物計画』 - ジェームズ・コーデン - 『ザ・プロム』 - リン＝マニュエル・ミランダ - 『ハミルトン』 - デヴ・パテル - 『どん底作家の人生に幸あれ!』 - アンディ・サムバーグ - 『パーム・スプリングス』                      | - ロザムンド・パイク - 『パーフェクト・ケア』 - マリア・バカローヴァ - 『続・ボラット 栄光ナル国家だったカザフスタンのためのアメリカ貢ぎ物計画』 - ケイト・ハドソン - 『ライフ・ウィズ・ミュージック』 - ミシェル・ファイファー - 『フレンチ・イグジット 〜さよならは言わずに〜』 - アニャ・テイラー＝ジョイ - 『EMMA エマ』 |
| 助演男優賞 | 助演女優賞 |
| - ダニエル・カルーヤ - 『ユダ&ブラック・メシア』 - サシャ・バロン・コーエン - 『シカゴ7裁判』 - ジャレッド・レト - 『リトル・シングス』 - ビル・マーレイ - 『オン・ザ・ロック』 - レスリー・オドム・Jr - 『あの夜、マイアミで』                                                                                    | - ジョディ・フォスター - 『モーリタニアン 黒塗りの記録』 - グレン・クローズ - 『ヒルビリー・エレジー -郷愁の哀歌-』 - オリヴィア・コールマン - 『ファーザー』 - アマンダ・サイフレッド - 『Mank/マンク』 - ヘレナ・ゼンゲル - 『この茫漠たる荒野で』                                                                         |
| 監督賞 | 脚本賞 |
| - クロエ・ジャオ - 『ノマドランド』 - エメラルド・フェネル - 『プロミシング・ヤング・ウーマン』 - デヴィッド・フィンチャー - 『Mank/マンク』 - レジーナ・キング - 『あの夜、マイアミで』 - アーロン・ソーキン - 『シカゴ7裁判』                                                                                    | - アーロン・ソーキン - 『シカゴ7裁判』 - エメラルド・フェネル - 『プロミシング・ヤング・ウーマン』 - ジャック・フィンチャー - 『Mank/マンク』 - クリストファー・ハンプトン、フローリアン・ゼレール - 『ファーザー』 - クロエ・ジャオ - 『ノマドランド』                                                                      |
| 作曲賞 | 主題歌賞 |
| - トレント・レズナー、アッティカス・ロス、ジョン・バティステ - 『ソウルフル・ワールド』 - トレント・レズナー、アッティカス・ロス - 『Mank/マンク』 - アレクサンドル・デスプラ - 『ミッドナイト・スカイ』 - ジェームズ・ニュートン・ハワード - 『この茫漠たる荒野で』 - ルドウィグ・ゴランソン - 『TENET テネット』 | - 「Io sì (Seen)」 – 『これからの人生』 - 「Fight of You」 - 『ユダ&ブラック・メシア』 - 「Hear My Voice」 - 『シカゴ7裁判』 - 「Speak Now」 – 『あの夜、マイアミで』 - 「Tigress & Tweed」 – 『ザ・ユナイテッド・ステイツ vs. ビリー・ホリデイ』                                                                            |
| アニメ映画賞 | 外国語映画賞 |
| - 『ソウルフル・ワールド』 - 『クルードさんちのあたらしい冒険』 - 『2分の1の魔法』 - 『フェイフェイと月の冒険』 - 『ウルフウォーカー』 | - 『ミナリ』 - 『アナザーラウンド』 - 『ラ・ヨローナ～彷徨う女～』 - 『これからの人生』 - 『Deux』 |

### テレビドラマ
| テレビドラマ作品賞 | テレビドラマ作品賞 |
| ドラマ部門 | ミュージカル・コメディ部門 |
| --- | --- |
| - 『ザ・クラウン』 - 『ラヴクラフトカントリー 恐怖の旅路』 - 『マンダロリアン』 - 『オザークへようこそ』 - 『ラチェッド』 | - 『シッツ・クリーク』 - 『エミリー、パリへ行く』 - 『フライト・アテンダント』 - 『THE GREAT 〜エカチェリーナの時々真実の物語〜』 - 『テッド・ラッソ:破天荒コーチがゆく』                                                                                              |
| テレビドラマ演技賞（ドラマ部門） | |
| 主演男優賞 | 主演女優賞 |
| - ジョシュ・オコナー – 『ザ・クラウン』 - ジェイソン・ベイトマン – 『オザークへようこそ』 - ボブ・オデンカーク – 『ベター・コール・ソウル』 - アル・パチーノ – 『ナチ・ハンターズ』 - マシュー・リース – 『ペリー・メイスン』                                                       | - エマ・コリン - 『ザ・クラウン』 - オリヴィア・コールマン – 『ザ・クラウン』 - ジョディ・カマー – 『キリング・イヴ/Killing Eve』 - ローラ・リニー – 『オザークへようこそ』 - サラ・ポールソン – 『ラチェッド』                                                        |
| テレビドラマ演技賞（ミュージカル・コメディ部門） | |
| 主演男優賞 | 主演女優賞 |
| - ジェイソン・サダイキス – 『テッド・ラッソ:破天荒コーチがゆく』 - ドン・チードル - 『Black Monday』 - ニコラス・ホルト – 『THE GREAT 〜エカチェリーナの時々真実の物語〜』 - ユージン・レヴィ – 『シッツ・クリーク』 - ラミー・ユセフ – 『ラミー 自分探しの旅』                     | - キャサリン・オハラ – 『シッツ・クリーク』 - リリー・コリンズ – 『エミリー、パリへ行く』 - ケイリー・クオコ – 『フライト・アテンダント』 - エル・ファニング – 『THE GREAT 〜エカチェリーナの時々真実の物語〜』 - ジェーン・レヴィ – 『Zoey's Extraordinary Playlist』 |
| テレビドラマ演技賞（ミニシリーズ・テレビ映画部門） | |
| 主演男優賞 | 主演女優賞 |
| - マーク・ラファロ – 『ある家族の肖像/アイ・ノウ・ディス・マッチ・イズ・トゥルー』 - ブライアン・クランストン – 『Your Honor/追い詰められた判事』 - ジェフ・ダニエルズ - 『The Comey Rule』 - ヒュー・グラント – 『フレイザー家の秘密』 - イーサン・ホーク – 『The Good Lord Bird』 | - アニャ・テイラー＝ジョイ – 『クイーンズ・ギャンビット』 - ケイト・ブランシェット - 『Mrs. America』 - デイジー・エドガー＝ジョーンズ – 『ふつうの人々』 - シーラ・ハース – 『アンオーソドックス』 - ニコール・キッドマン - 『フレイザー家の秘密』                    |
| 助演賞 | |
| 助演男優賞 | 助演女優賞 |
| - ジョン・ボイエガ – 『Small Axe』 - ブレンダン・グリーソン – 『The Comey Rule』 - ダン・レヴィ – 『シッツ・クリーク』 - ジム・パーソンズ – 『ハリウッド』 - ドナルド・サザーランド - 『フレイザー家の秘密』                                                                        | - ジリアン・アンダーソン - 『ザ・クラウン』 - ヘレナ・ボナム・カーター - 『ザ・クラウン』 - ジュリア・ガーナー – 『オザークへようこそ』 - アニー・マーフィー – 『シッツ・クリーク』 - シンシア・ニクソン – 『ラチェッド』                                              |
| ミニシリーズ・テレビ映画作品賞 | |
| - 『クイーンズ・ギャンビット』 - 『ふつうの人々』 - 『Small Axe』 - 『フレイザー家の秘密』 - 『アンオーソドックス』 | |

### セシル・B・デミル賞
- ジェーン・フォンダ

### キャロル・バーネット賞
- ノーマン・リア（英語版）

## 複数の部門でのノミネート

### 映画
| ノミネート数 | 映画                                                                      |
| ------------ | ------------------------------------------------------------------------- |
| 6            | 『Mank/マンク』                                                           |
| 5            | 『シカゴ7裁判』                                                           |
| 4            | 『ノマドランド』                                                          |
| 4            | 『プロミシング・ヤング・ウーマン』                                        |
| 4            | 『ファーザー』                                                            |
| 3            | 『続・ボラット 栄光ナル国家だったカザフスタンのためのアメリカ貢ぎ物計画』 |
| 3            | 『あの夜、マイアミで』                                                    |
| 2            | 『ハミルトン』                                                            |
| 2            | 『ユダ&ブラック・メシア』                                                 |
| 2            | 『パーム・スプリングス』                                                  |
| 2            | 『ザ・プロム』                                                            |
| 2            | 『これからの人生』                                                        |
| 2            | 『マ・レイニーのブラックボトム』                                          |
| 2            | 『ライフ・ウィズ・ミュージック』                                          |
| 2            | 『ソウルフル・ワールド』                                                  |
| 2            | 『この茫漠たる荒野で』                                                    |
| 2            | 『モーリタニアン 黒塗りの記録』                                           |
| 2            | 『ザ・ユナイテッド・ステイツ vs. ビリー・ホリデイ』                       |

### テレビドラマ
| ノミネート数 | テレビドラマ                                     |
| ------------ | ------------------------------------------------ |
| 6            | 『ザ・クラウン』                                 |
| 5            | 『シッツ・クリーク』                             |
| 4            | 『オザークへようこそ』                           |
| 4            | 『フレイザー家の秘密』                           |
| 3            | 『THE GREAT 〜エカチェリーナの時々真実の物語〜』 |
| 3            | 『ラチェッド』                                   |
| 2            | 『The Comey Rule』                               |
| 2            | 『エミリー、パリへ行く』                         |
| 2            | 『フライト・アテンダント』                       |
| 2            | 『ふつうの人々』                                 |
| 2            | 『クイーンズ・ギャンビット』                     |
| 2            | 『Small Axe』                                    |
| 2            | 『テッド・ラッソ:破天荒コーチがゆく』            |
| 2            | 『アンオーソドックス』                           |